# Galina Tyurina
Pour les articles homonymes, voir Tyurina.
Galina Nikolaevna Tyurina (19 juillet 1938 - 21 juillet 1970) est une mathématicienne soviétique spécialisée en géométrie algébrique. 

## Travaux
Bien qu'elle morte jeune, elle est connue pour « une série de brillants articles » sur la classification de structures complexes ou algébriques sur des espaces topologiques, sur des surfaces K3, sur des points singuliers de variétés algébriques (en) et sur la rigidité de structures complexes. Elle était la seule femme parmi un groupe de mathématiciens soviétiques « exceptionnellement brillants » qui sont devenus actifs dans les années 1960 et « sont rapidement devenus les leaders et les forces motrices des mathématiques soviétiques ».  

## Formation
Tyurina est diplômée de l’Université d'État de Moscou en 1960 et a obtenu son doctorat en 1963 sous la supervision d'Igor Chafarevitch. 

## Vie privée
En plus de son travail en mathématiques, elle était réputée être une femme de plein air accomplie, fréquemment dirigée par des randonnées pédestres, de l'escalade, du ski et du kayak dans la nature sauvage russe. Elle s'est noyée lors d'un voyage de ce type dans un accident de kayak dans l'Oural polaire, deux jours après son 32e anniversaire,,.
Andrei Nikolajewitsch Tjurin (de) (1940-2002), frère cadet de Tyurina, est également devenu un mathématicien et un étudiant de Shafarevich.